# Izsófalva megállóhely
Izsófalva megállóhely egy Borsod-Abaúj-Zemplén vármegyei megállóhely, amit a MÁV üzemeltetett. A vasúti forgalom szünetel.

## Áthaladó vasútvonalak
A megállóhelyet a következő vasútvonalak érintik:
- Kazincbarcika–Rudabánya-vasútvonal

## Kapcsolódó állomások
A megállóhelyhez az alábbi állomások vannak a legközelebb:
- Szuhakálló-Múcsony megállóhely (Kazincbarcika–Rudabánya-vasútvonal)
- Ormosbánya megállóhely (Kazincbarcika–Rudabánya-vasútvonal)

## Forgalom
A megállóhelyen és a rajta áthaladó vasútvonalon a vasúti forgalom 2007. március 4-e óta szünetel.
Bővebben: 2007-es magyarországi vasútbezárások

## Megközelítése
A megállóhely Izsófalva közepén helyezkedik el, közúti megközelítése csak önkormányzati utakon keresztül lehetséges.